# RealMedia
RealMedia（リアルメディア）は、米リアルネットワークス社が開発したメディアフォーマット。

## 概要
主要な構成要素はリアルネットワークスが開発したRealVideo・RealAudioコーデックである。1990年代半ばよりWebサイト、インターネットラジオなどでストリーミング配信のために広く利用されてきた。その経緯から低ビットレートでの品質が優れているとされる。
拡張子は".rm" ".rmvb"
通常これらのストリームは固定ビットレートである。
後に、リアルネットワークス社は可変ビットレートに対応した新しいメディアフォーマットである「RealMedia variable bitrate (RMVB)」を開発した。

## 再生環境
通常、再生にはRealPlayerなど対応するプレーヤーが必要である。リアルネットワークスがマイクロソフトと提携していた時期にはWindows 98に標準搭載されていたWindows Media Playerでも再生可能だった。しかしリアルネットワークスが方針を転換したことにより、後のバージョンの Windows および Windows Media Player では RealMedia は標準サポート対象ではなくなった。競合するWindows MediaはWindows OSでは特別なソフトウェアをインストールする必要なく再生できた上、他のソフトウェアで再生可能とするSDKが配布されているためRealMediaに比べて再生可能な環境が圧倒的に多くなり、RealMediaは不利となった。さらにその後MP4などの新形式やH.264などの新コーデックも登場し、シェアを減らしていった。
RealPlayerからコーデックのみを抜き出したReal Alternativeというパッケージも登場し、裁判になった（Windows用、K-Lite Codec Packに含まれるなどして配布されている）。